# Jezioro Studzieniczne
Jezioro Studzieniczne – jezioro w Augustowie, województwo podlaskie, powiat augustowski, gmina Augustów (makroregion – Pojezierze Litewskie, mezoregion – Równina Augustowska).
Linia brzegowa jest dobrze rozwinięta, w ok. 70% porośnięta lasem (głównie sosnowym), występują też obszary podmokłe.
Jezioro leży na szlaku Kanału Augustowskiego. Od zachodu, poprzez śluzę Przewięź, łączy się z jeziorem Białym Augustowskim. Na wschodzie wypływa z jeziora kilkusetmetrowy odcinek Kanału Augustowskiego, prowadzący do śluzy Swoboda. Od południa Studzieniczne łączy się przesmykiem z niewielkim jeziorem Staw Studzieniczański.
Na Jeziorze Studzienicznym znajdują się wyspy: Lipówek, Janowy Grąd (największa), Brzozowy Grąd (najmniejsza: 0,08 ha), która stanowi od 1960 r. rezerwat florystyczny Brzozowy Grąd (stanowisko storczyka - obuwika pospolitego). Łączna powierzchnia wysp to 2,5 ha. Jezioro znajduje się w granicach Obszaru Chronionego Krajobrazu „Puszcza i Jeziora Augustowskie”.
Nad południowym brzegiem położona jest Studzieniczna, do roku 1973 samodzielna wieś, obecnie administracyjna część miasta Augustowa. Studzieniczna znana jest z sanktuarium Matki Boskiej Studzieniczańskiej, położonego na dawnej wyspie Jeziora Studzienicznego, połączonej obecnie z lądem groblą.
Nad brzegiem jeziora w Studzienicznej znajduje się klasa leśna „W puszczy głuszca” przygotowana do prowadzenia edukacji leśnej.
Na północnym brzegu Studzienicznego położona jest miejscowość turystyczna Przewięź. Wokół jeziora są pola namiotowe oraz ośrodki z domkami letniskowymi.